# Carl Jakob Adolf Christian Gerhardt

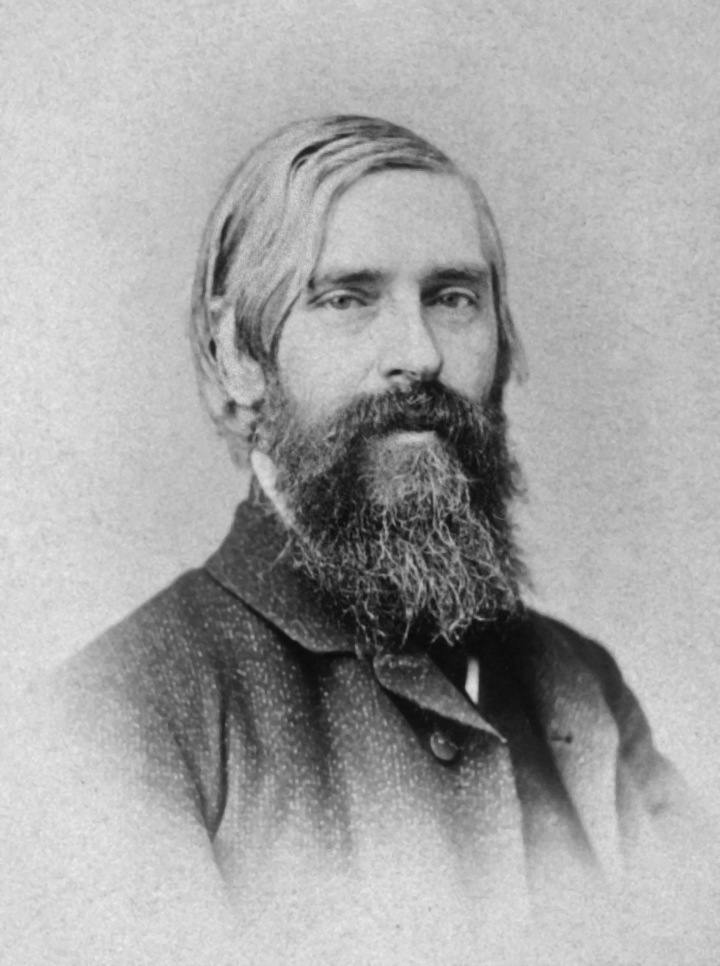
Carl Jakob Adolf Christian Gerhardt

Carl Jakob Adolf Christian Gerhardt (ur. 5 maja 1833 w Spirze, zm. 22 lipca 1902 w Schloss Gamburg) – niemiecki lekarz. 
Studiował na Uniwersytecie w Würzburgu, w 1856 roku został doktorem medycyny. Asystent Heinricha von Bambergera i Franza von Rineckera, potem pracował u Wilhelma Griesingera w Tybindze. Następca Friedricha Theodora von Frerichsa na katedrze w Berlinie, założył II Klinikę Charité. Jednym z jego asystentów był Paul Ehrlich.
Pamiętany jest za prace dotyczące technik badania przedmiotowego i pediatrii. 

## Wybrane prace
- Lehrbuch der Kinderkrankheiten. Tübingen, 1861
- Studien und Beobachtungen über Stimmbandlähmung. Virchow's Archiv für pathologische Anatomie und Physiologie und für klinische Medicin, Berlin, 1863, 27: 68-69, 296-321
- Lehrbuch der Auscultation und Percussion. Tübingen, 1876
- Über Erythromelalgie. Berliner klinische Wochenschrift, 1892; 29: 1125
- Handbuch der Kinderkrankheiten (9 volumes in 16). Published by Carl Gerhardt. Tübingen, H. Laupp.